# نام دسترس‌ناپذیر
در نام‌گذاری جانورشناسی، نام دسترس‌ناپذیر (به انگلیسی: Unavailable name) نامی است که با قوانین کد بین‌المللی نام‌گذاری جانورشناسی مطابقت ندارد و بنابراین برای استفاده به عنوان نام معتبر آرایه در دسترس نیست. چنین نامی نیازمندی‌های مندرج در مواد ۱۰ تا ۲۰ قانون را برآورده نمی‌کند یا طبق ماده ۱٫۳ مستثنی شده‌است.
نام‌های دسترس‌ناپذیر شامل نام‌هایی هستند که منتشر نشده‌اند، مانند «Orizomys hypenemus» و «Ubirajara jubatus ", نام‌هایی بدون توصیف همراه (نام برهنه)، مانند نام فرعی Micronectomys پیشنهادی برای موش برنج نیکاراگوئه، نام‌هایی که با رتبه‌ای کمتر از زیرگونه‌ها (نام‌های زیرگونه‌ای) پیشنهاد شده‌اند، مانند Sorex isodon princeps montanus برای شکلی از تایگا، و دسته‌های مختلف دیگر.
برخلاف سردرگمی پیاپی ناشی از عقل سلیم، نامی که در دسترس نیست لزوماً یک نام برهنه نیست. یک مثال خوب برای این مورد، نام دایناسور در دسترس «Ubirajara jubatus» است که پیش از تجزیه و تحلیل دقیق از وضعیت نام‌گذاری آن، توسط عقل سلیم به عنوان یک نام برهنه فرض می‌شد.